# Фаетон червонохвостий
Фаетон червонохвостий (Phaethon rubricauda) — вид морських птахів родини фаетонових (Phaethontidae).

## Поширення
Вид поширений у тропічних широтах Індійського і Тихого океану.

## Опис
Стрункий птах завдовжки 95-104 см, включаючи 35-сантиметровий хвіст. Розмах крил 110—120 см. Основне оперення білого кольору. Від дзьоба до потилиці через очі проходить чорна смуга. Дзьоб червоний. Вузькі та довгі опахала двох центральних кермових червоного кольору.

## Спосіб життя
Живиться рибою, кальмарами та крабами. Трапляється поодинці або парами. У зграї збирається в шлюбний період.
Розножується на невеликих тропічних островах. Єдине пурпурово-коричневе яйце відкладає на землю або виступ скелі. Насиджують обидва батьки. Інкубація триває 41-45 днів. Батьки доглядають пташенят впродовж 12-13 тижнів.